# Bun-simț
Bunul-simț este nivelul minim de judecată de care avem nevoie pentru a putea trăi într-un mod decent, rezonabil și sănătos; reprezintă capacitatea individuală de a judeca și de a acționa într-un mod rezonabil, decent și sănătos, de a evalua și de a distinge ce este logic de ce nu este logic
Ideile și conceptele care sunt considerate de bun simț sunt acelea care se referă la experiența și interacțiunea umană (cum ar fi bunăvoința), și de aceea sunt posibil de intuit. În afara acestui domeniu, oamenii nu dețin nici o capacitate de a intui, cum ar fi comportamentul particulelor subatomice, sau manifestările fizice în condiții de viteză apropiate de viteza luminii.